# Aetomilitsa

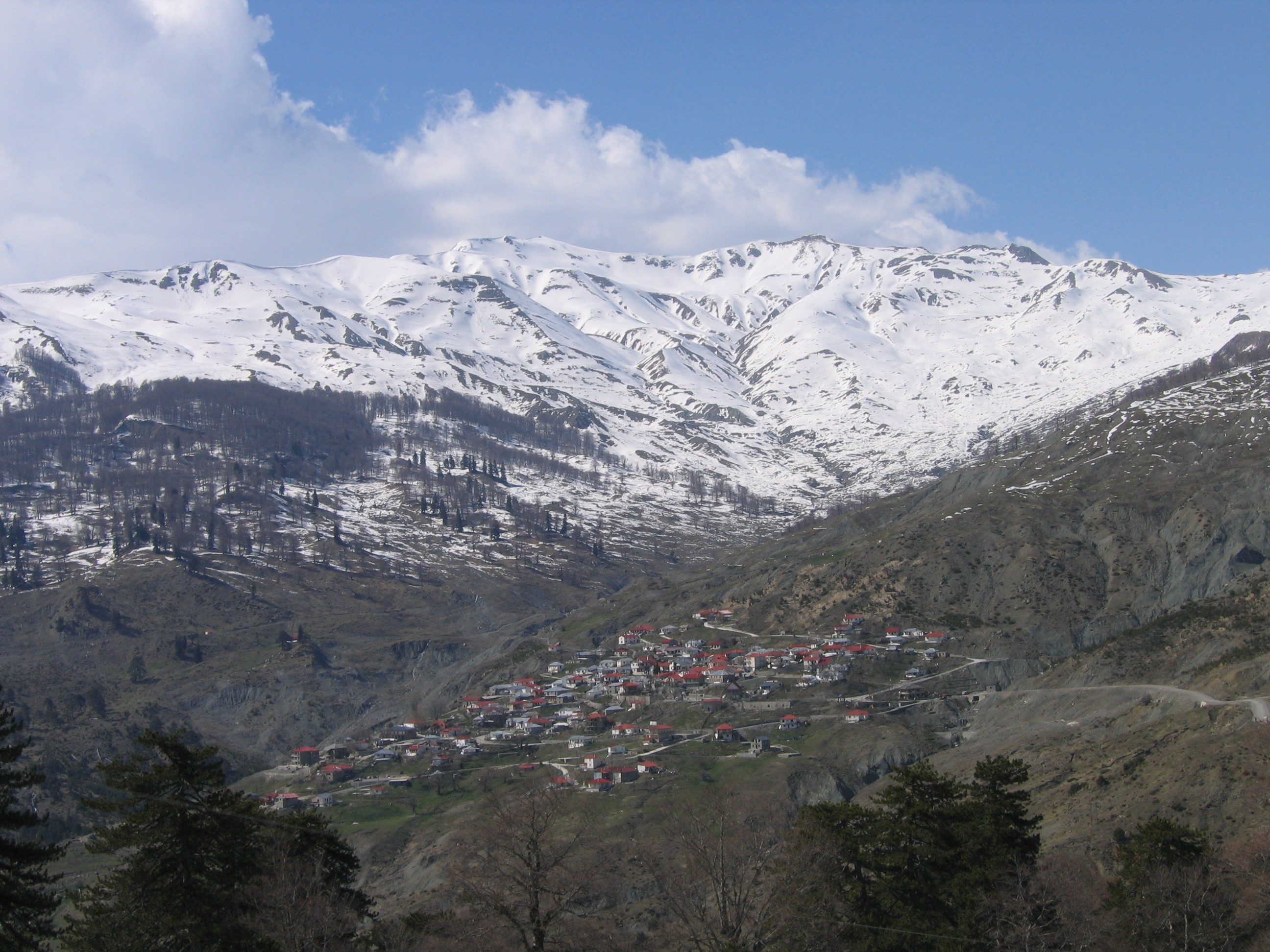
Das Dorf Aetomilitsa

Aetomilitsa (griechisch Αετομηλίτσα; albanisch Denckë/-a; aromunisch Densko oder Dentsko) ist ein Dorf im Norden der griechischen Region Epirus. Mit einer Höhe zwischen 1420 und 1500 Metern über dem Meeresspiegel gehört es zu den am höchsten gelegenen Dörfern Griechenlands.
Aetomilitsa wurde unter dem Namen Dentsikon (Δέντσικον) 1919 als Landgemeinde (kinotita) anerkannt, 1927 zunächst in Galataria (Γαλαταριά) und schließlich 1928 in den heutigen Namen umbenannt. Auch die verwaltungsmäßige Zugehörigkeit wechselte mehrfach: Ursprünglich Teil der Präfektur Ioannina, gelangte es 1939 zur Präfektur Florina, wurde 1941 mit der neu gegründeten Präfektur Kastoria aus Florina ausgegliedert und kam 1950 wieder zur Präfektur Ioannina zurück. Mit der Verwaltungsreform 2010 wurde es mit drei weiteren Gemeinden nach Konitsa eingemeindet, wo es seither einen Gemeindebezirk bildet und den Status einer Ortsgemeinschaft hat.